# Kristi Samfund
Den Reorganiserede Jesu Kristi Kirke af Sidste Dages Hellige eller Kristi Samfund er den næststørste kirke inden for mormonismen. Den oplyser at have omkring 250.000 medlemmer i omkring 40 lande. Dens hovedkvarter er i Independence i Missouri. Kirken har aldrig været i Danmark, men findes siden 1874 i Norge.

## Baggrund
Efter Joseph Smiths død var der tvivl om, hvem som skulle overtage ledelsen. Flertallet af mormonerne fulgte Brigham Young, som ledte dem til det, som nu er Utah. Men nogle blev tilbage i Illinois med hovedparten af Smiths nære slægtninge.
I 1850'erne opstod en gruppe, som mente, at Joseph Smiths søn, som også hed Joseph Smith, var den rette til at overtage efter faren. Han var blot 11 år, da faren blev myrdet. Da han voksede op, blev han lederen af den dannede gruppe, som kaldtes den reorganiserede kirke i april 1860. Hans mor Emma Smith støttede dannelsen af kirken, skønt det er usikkert, om hun virkelig blev regnet som officielt medlem.
Smith døde i 1914. Året efter blev hans søn Frederick Madison Smith anerkendt som den næste leder. Han blev efterfulgt af sin bror Israel A. Smith, som igen blev efterfulgt af en tredje bror, W. Wallace Smith. Han blev efterfulgt af sin søn Wallace B. Smith. Efter ham kom den første, som ikke tilhørte familien, W. Grant McMurray.
I 2001 skiftede kirken officielt navn til Community of Christ (Kristi Samfund).

## Kendetegn
Selv om Kristi Samfund og den største mormonkirke udsprang fra den samme kirke, er der meget få ligheder mellem de to trossamfund. De, som dannede Kristi Samfund, godtog aldrig polygami. De benægtede, at Joseph Smith forkyndte og praktiserede polygami. De forkastede mange af de læresætninger, som Utah-kirken fremførte og hævdede, at det ikke var i tråd med den oprindelige lære. De ejer templet i Kirtland i Ohio, som var det første mormontempel. Det fik det tilkendt i 1880 efter en retssag. De har også et andet tempel i Independence i Missouri. Kristi Samfund er på mange måder mere åbent end den store mormonkirke, da alle må komme ind i deres templer. Andre mormoner tør knap nok fortælle, hvad der sker i deres templer, og lukker kun værdige medlemmer ind. Ydermere er det ikke et krav, at Kristi Samfunds medlemmer tror på Mormons Bog, men bogen benyttes dog stadig af kirken i enkelte menigheder. Bl.a. af denne grund kaldes medlemmer af Kristi Samfund ikke mormoner, men blot kristne.
Kirkens syn på Gud ligner mere kristnes. Kirken forkaster dåb for de døde og mange af de andre ceremonier, som Utah-kirken praktiserer.
Kirken er i den senere tid begyndt at følge en mere liberal teologi. Kirken har for eksempel godtaget kvindelige præster siden 1984. Det har ført til, at nogle har brudt ud af kirken og dannet The Restoration Church of the Latter Day Saints og Jesu Kristi Levningskirke af Sidste Dages Hellige. Kirken tillod i en kort tid også åbent praktiserende homoseksuelle præster, men pga. meget uenighed blev reglen hurtigt lavet om. Alle præster fik dog lov til at fortsætte.
I 2013 annoncerede kirken, at den ville tillade homovielser og homoseksuelle præster. Hvor homovielser ikke er tilladt, vil de tilbyde forpligtelsesceremonier.